# امتداد الحقول
في الجبر التجريدي، امتدادات الحقول (بالإنجليزية: Field extension)‏ هي الموضوع الأساسي في نظرية الحقول. الفكرة العامة وراء ذلك هي الابتداء بحقل معين ما، ثم إنشاء حقل آخر أوسع منه، يحتوي على الحقل الأصلي ويحقق خصائص إضافية. على سبيل المثال، Q(√2) = {a + b√2 | a, b ∈ Q} هو أصغر امتداد لمجموعة الأعداد الجذرية Q، والذي يحتوي على جميع الحلول الحقيقية للمعادلة x2 = 2.
امتدادات الحقول أساسية في نظرية الأعداد الجبرية وفي دراسة أصفار الدوال الحدودية من خلال نظرية غالوا.تُستعملن بشكل واسع في الهندسة الجبرية.

## ما الحقل الجزئي ؟
حقل جزئي من حقل L هو مجموعة جزئية K من L، تشكل هي الأخرى حقلا نظرا إلى العمليتين اللتان تعرفان الحقل الكلي L. بشكل مكافئ، حقل جزئي هو مجموعة جزئية تحتوي على الواحد ومنغلقة تحت عمليات الجمع والطرح والضرب والقسمة، وتقبل عنصرا معاكسا لكل عنصر مختلف عن الصفر من K.
ليكن L حقلا. حقل جزئي من L هو مجموعة جزئية K من L، تحقق شرط الانغلاق

## أمثلة
حقل الأعداد المركبة {\displaystyle \mathbb {C} } هو امتداد لحقل الأعداد الحقيقية {\displaystyle \mathbb {R} }. {\displaystyle \mathbb {R} } هي بدورها امتداد لحقل مجموعة الأعداد الجذرية {\displaystyle \mathbb {Q} }.
الحقل 
{\displaystyle \mathbb {Q} ({\sqrt {2}})=\left\{a+b{\sqrt {2}}\mid a,b\in \mathbb {Q} \right\},}
هو امتداد ل  {\displaystyle \mathbb {Q} }، درجته هي اثنين لأن {\displaystyle \left\{1,{\sqrt {2}}\right\}}، يمكن أن تستعمل قاعدة لهذا الحقل.
الحقل 
{\displaystyle {\begin{aligned}\mathbb {Q} \left({\sqrt {2}},{\sqrt {3}}\right)&=\mathbb {Q} \left({\sqrt {2}}\right)\left({\sqrt {3}}\right)\\&=\left\{a+b{\sqrt {3}}\mid a,b\in \mathbb {Q} \left({\sqrt {2}}\right)\right\}\\&=\left\{a+b{\sqrt {2}}+c{\sqrt {3}}+d{\sqrt {6}}\mid a,b,c,d\in \mathbb {Q} \right\},\end{aligned}}}
هو امتداد لكل من الحقلين {\displaystyle \mathbb {Q} ({\sqrt {2}})} و {\displaystyle \mathbb {Q} ({\sqrt {3}})}.
{\displaystyle {\begin{aligned}\mathbb {Q} ({\sqrt {2}},{\sqrt {3}})&=\mathbb {Q} ({\sqrt {2}}+{\sqrt {3}})\\&=\left\{a+b({\sqrt {2}}+{\sqrt {3}})+c({\sqrt {2}}+{\sqrt {3}})^{2}+d({\sqrt {2}}+{\sqrt {3}})^{3}\mid a,b,c,d\in \mathbb {Q} \right\}.\end{aligned}}}